# Rö landskommun
Rö landskommun var en tidigare kommun i Stockholms län.

## Administrativ historik
Landskommunen bildades 1863 ur Rö socken i Sjuhundra härad i Uppland. Vid kommunreformen 1952 uppgick denna landskommun i Sjuhundra landskommun som 1967 uppgick i Rimbo landskommun  som 1971 uppgick i Norrtälje kommun.

## Politik

### Mandatfördelning i Rö landskommun 1946
| 9 | 6 |

| 13 |